# Иванов, Сергей Владимирович (хоккеист)
Сергей Владимирович Иванов (род. 3 апреля 2004, Чернушка, Пермский край) — российский хоккеист, вратарь. Мастер спорта России (2021).

## Биография
Хоккеем занимался двоюродный брат Иванова. Начинал заниматься футболом. В хоккее два года был центральным форвардом, затем стал вратарём. На юношеском уровне играл за тюменские команды «Газовик» и «Тюменский легион» и «Металлург» Магнитогорск. В мае 2020 года перешёл в систему СКА.
В МХЛ играл за команды «СКА-Варяги» и «СКА-1946». Обладатель Кубка Харламова 2022 в составе «СКА-1946», в плей-офф показал лучший коэффициент надежности и лучший процент отраженных бросков.
28 сентября 2022 года дебютировал в КХЛ, заменив на 47-й минуте домашнего матча СКА с «Адмиралом» (6:1) Дмитрия Николаева при счёте 5:1. 4 октября 2023 года был отдан в аренду до конца сезона в «Адмирал».
В составе сборной России победитель юношеских Олимпийских игр 2020. Обладатель Кубка Глинки / Гретцки 2021. Обладатель кубка Континента 2023 в составе СКА. Серебряный призёр юниорского чемпионата мира 2021, признан журналистами лучшим вратарем турнира. 8 мая 2024 года был обменян в «Сочи».